# Iwrestledabearonce EP
Iwrestledabearonce EP — первый мини-альбом группы Iwrestledabearonce, вышедший 15 декабря 2007 года на лейбле Tragic Hero Records. 6 марта 2012 года EP был переиздан на 10-дюймовом виниле.

## Об альбоме
EP содержит пять композиций, каждая из которых содержит разный темп и переключение между различными жанрами, а также использование коротких мелодий или семплов (в том числе главную тему из фильма «Инспектор Гаджет» и многие другие из популярных СМИ, в том числе «Очень страшное кино» и т.д.). EP также содержит ремикс на песню «Ulrich Firelord: Breaker of Mountains».
Из-за отсутствия барабанщика, на то время группе пришлось использовать драм-машину.

## Список композиций
| №  | Название                                 | Длительность |
| -- | ---------------------------------------- | ------------ |
| 1. | «Ulrich Firelord: Breaker of Mountains»  | 3:47         |
| 2. | «Alaskan Flounder Basket»                | 2:45         |
| 3. | «Vlork: Mighty Wielder of Sheep»         | 4:49         |
| 4. | «Still Jolly After All These Years»      | 2:40         |
| 5. | «Corey Feldman Holocaust»                | 4:04         |
| 6. | «Firelord Ulrich» (Remix by Dada Yakuza) | 5:40         |

## Участники записи
- Криста Кэмерон — вокал, сочинение текстов
- Стивен Брэдли — гитара, программирование, клавиши, семплы, драм-машина
- Брайан Дозье — бас-гитара
- Джон Гэйни — гитара, программирование, клавиши, семплы